# José Antonio Barros
José Antonio Barros (La Rioja - S. F. de Catamarca) fue un comerciante y legislador argentino.
Fue miembro del Congreso que dio sanción a la Constitución Argentina de 1826 en representación de Catamarca y suscriptor de su acta de autonomía.

## Biografía
José Antonio Barros nació en La Rioja, hijo de Francisco Javier Barros y de Petrona Villafañe.
Era sobrino del doctor Pedro Ignacio de Castro Barros.
Se radicó en la ciudad de Córdoba, ciudad en la que tuvo una larga actuación como escribano del Cabildo allí contrajo matrimonio con doña María Ignacia Pasos y Ramallo, prima hermana de los Pasos y Granillo riojanos ciudad de Catamarca, más tarde pasó a Catamarca donde fue alcalde de primer voto, regidor y defensor de pobres y menores del Cabildo de Catamarca. Fue también secretario de la Legislatura provincial y era secretario del cabildo en 1816.
El 25 de agosto de 1821 fue uno de los firmantes del acta de autonomía de Catamarca, por la cual «se acordó unánimemente que se debía declarar y de efecto se declaraba que el pueblo de Catamarca era tan libre como todos los demás de la establecida Unión del Sur y que podía lo mismo que cada uno de ellos, usar de sus regalías y derechos; y que en ejercicio de estos naturales dotes podía también disolver la Unión y dependencia que por medio de su diputado había contraído con la República de Tucumán».
Fue elegido representante por la provincia de Catamarca ante el Congreso General Constituyente reunido en Buenos Aires en 1826 y fue uno de los firmantes de la constitución. En el año 1832 residía con su esposa en la ciudad de Buenos Aires adonde se desempeñó como Defensor General de Menores, según surge de lo declarado en el expediente testamentario de su primo político el sacerdote don Juan Manuel Pasos y Granillo.

Falleció en la ciudad de Catamarca. Sus hijos combatieron en los ejércitos unitarios; uno de ellos, Ángel Barros, fue secretario de la gobernación de José Cubas y degollado por orden del coronel Mariano Maza después de la batalla de Catamarca del 29 de octubre de 1841. Fue el padre del Dr. José Barros Pazos, abogado exiliado en Chile, miembro, y presidente de la Suprema Corte de Justicia de la Nación.